# Wagimo
Wagimo là một chi bướm ngày thuộc họ Lycaenidae.